# Villa Granito di Belmonte
La Villa Granito di Belmonte è una villa storica di Ercolano, in Campania. Risale alla prima metà del Settecento ed è rilevata sulla mappa del Duca di Noja. 
Fu realizzata per i principi Granito di Belmonte all'incrocio tra la Via Regia delle Calabrie (oggi Corso Resina) e la via Cecere (oggi Via Roma) e appartiene al gruppo di ville nobiliari del Settecento nel territorio di Ercolano comprese tra la Reggia di Portici e il centro di Resìna.
Benché separata fisicamente dalle ville del Miglio d'Oro le avvicina per eleganza e originalità. 
La facciata è irregolare, con un corpo di fabbrica sporgente sul lato sinistro. Il bel portale è in piperno, decorato con volute in stucco, presenti anche sui timpani delle finestre del piano nobile.  L'androne a volta, affrescata con lo stemma nobiliare dei Granito, introduce al cortile chiuso verso il mare da una elegante scala che costituisce l'elemento più caratterizzante dell'edificio: due rampe simmetriche, coperte da volte ribassate, si raccordano sul retro dell'ampia loggia belvedere. Lo stile e le decorazioni ricordano altri esempi realizzati dal Vaccaro. 
Nell'Ottocento, oltre alla soprelevazione di un secondo piano come avvenuto per quasi tutte le ville del Settecento, è stata ampliata l'ala su via Roma fino a coprire un lato della scala monumentale. 
Gli ambienti del piano nobile conservano tracce delle decorazioni originali.
Nel 1911 la villa fu venduta da Gioacchino di Belmonte a Paolo Signorini, proprietario della Cirio, che la acquistò insieme ad un'altra villa poco distante su via Roma che ancora oggi porta il suo nome. Per questo è anche nota come Villa Signorini II o di Sopra.